# فردریکسبورگ (آیووا)
فردریکسبورگ (به انگلیسی: Fredericksburg) شهری در ایالت آیووا کشور ایالات متحده آمریکا است که جمعیت آن در سرشماری سال ۲۰۱۰ میلادی، ۹۳۱ نفر بوده‌است.